# Pintor de Sileo
El Pintor de Sileo fue un pintor de vasos de la antigua Grecia que pintó cerámica ática de figuras rojas. Estuvo activo en Atenas a finales de la época arcaica y comienzos de la Grecia clásica, alrededor del 490-470 a. C. Se desconoce su verdadero nombre. El nombre empleado se basa en que un vaso que pintó representa a Heracles y Sileo.
Pintó vasos de gran tamaño, con motivos derivados de la mitología griega.  En un dino que pintó está representado Triptólemo en un carro alado flanqueado por las diosas Deméter y Perséfone, en una escena supuestamente alusiva a los misterios eleusinos.
John Beazley distinguió a cuatro pintores cuyo estilo se asemejaba en cierta medida al del Pintor de Sileo en cuanto a su estilo, y les dio los nombres de Pintor de Ánforas de Múnich, Pintor de Galatino, Pintor de Diógenes y Pintor de Sileo. Sin embargo, es posible que se trate del mismo pintor en diferentes etapas de su carrera.

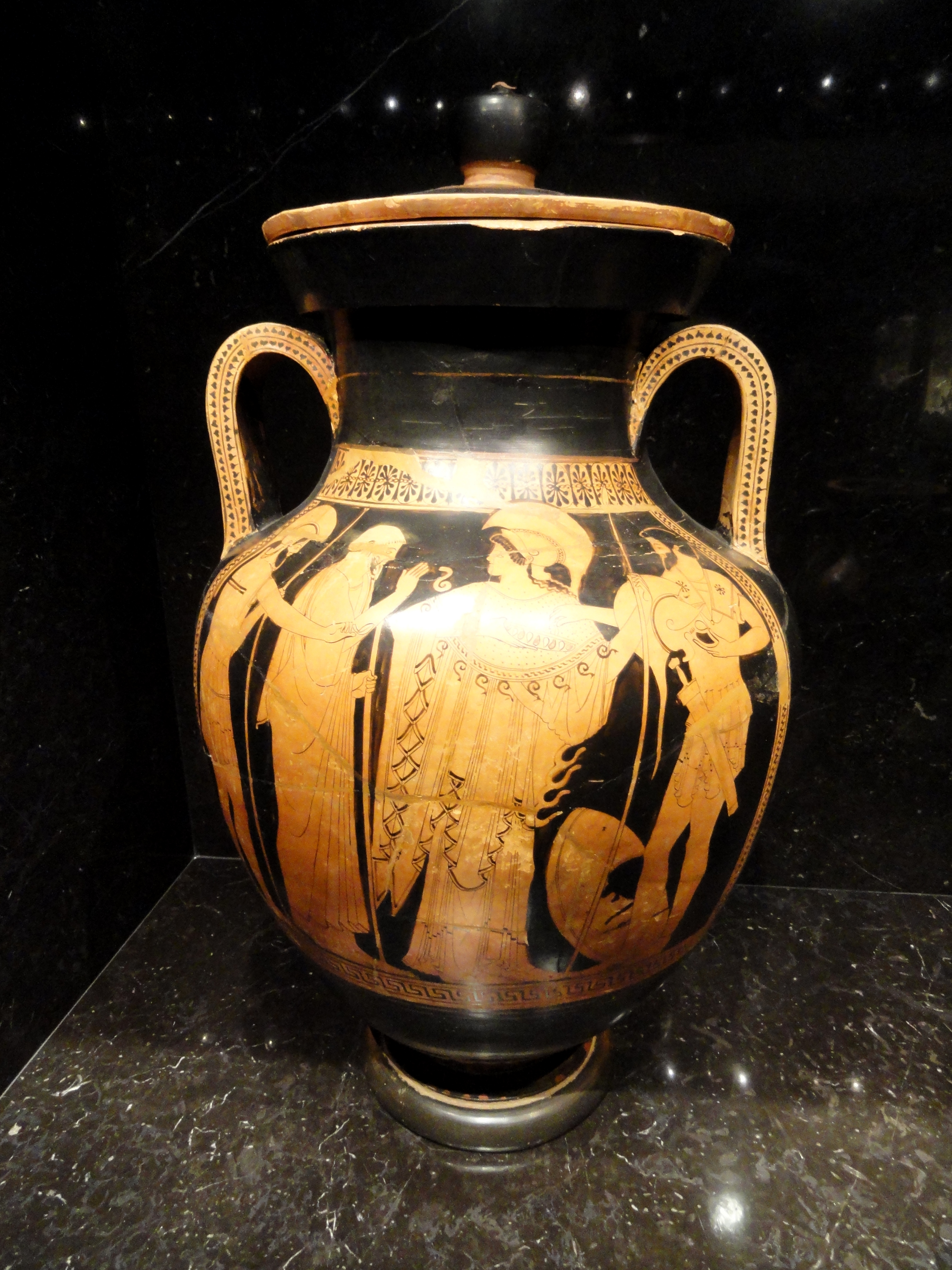
Ánfora, c. 480 a. C.
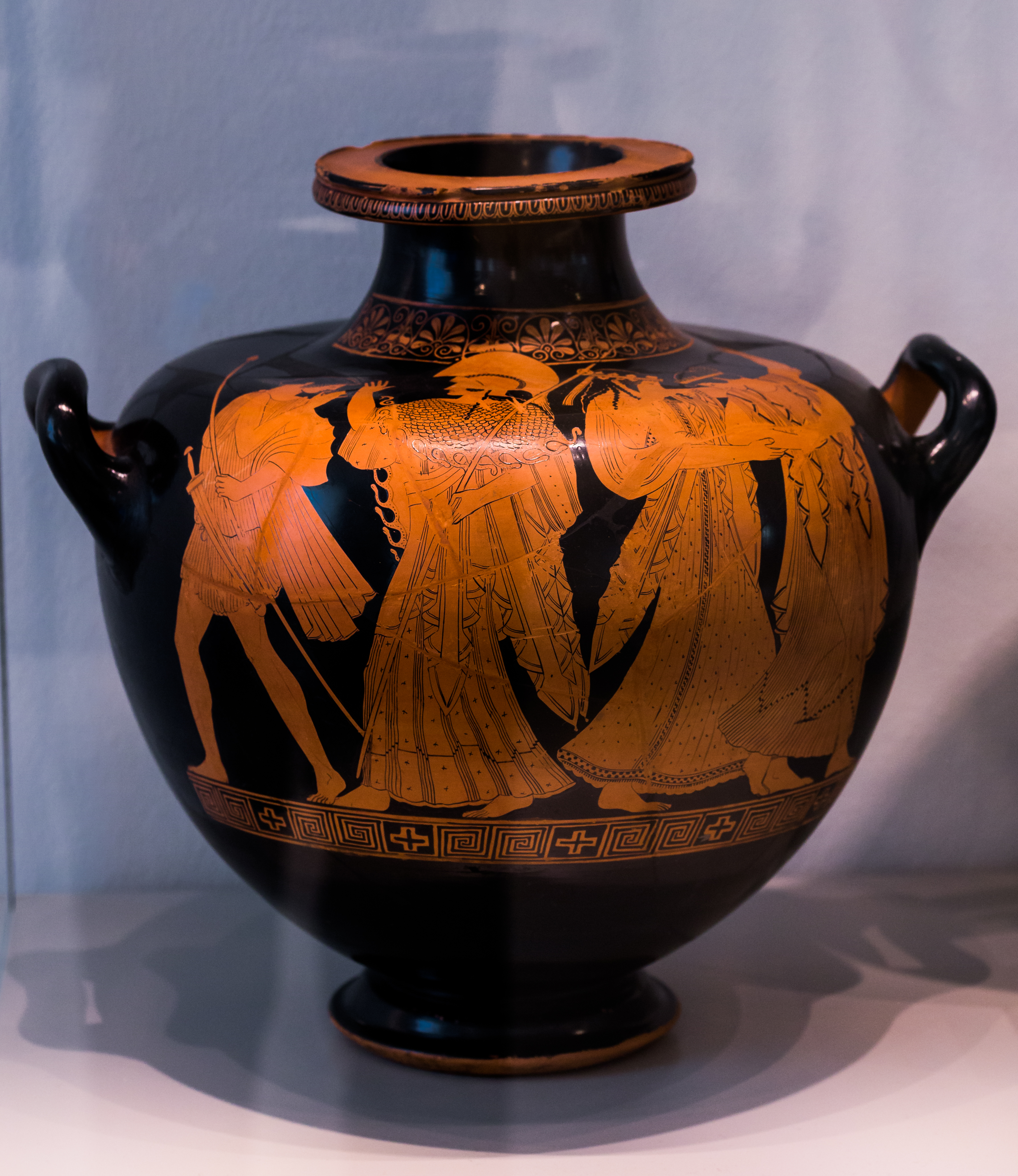
Teseo deja a Ariadna en Naxos. Calpis, c. 480–470 a. C.
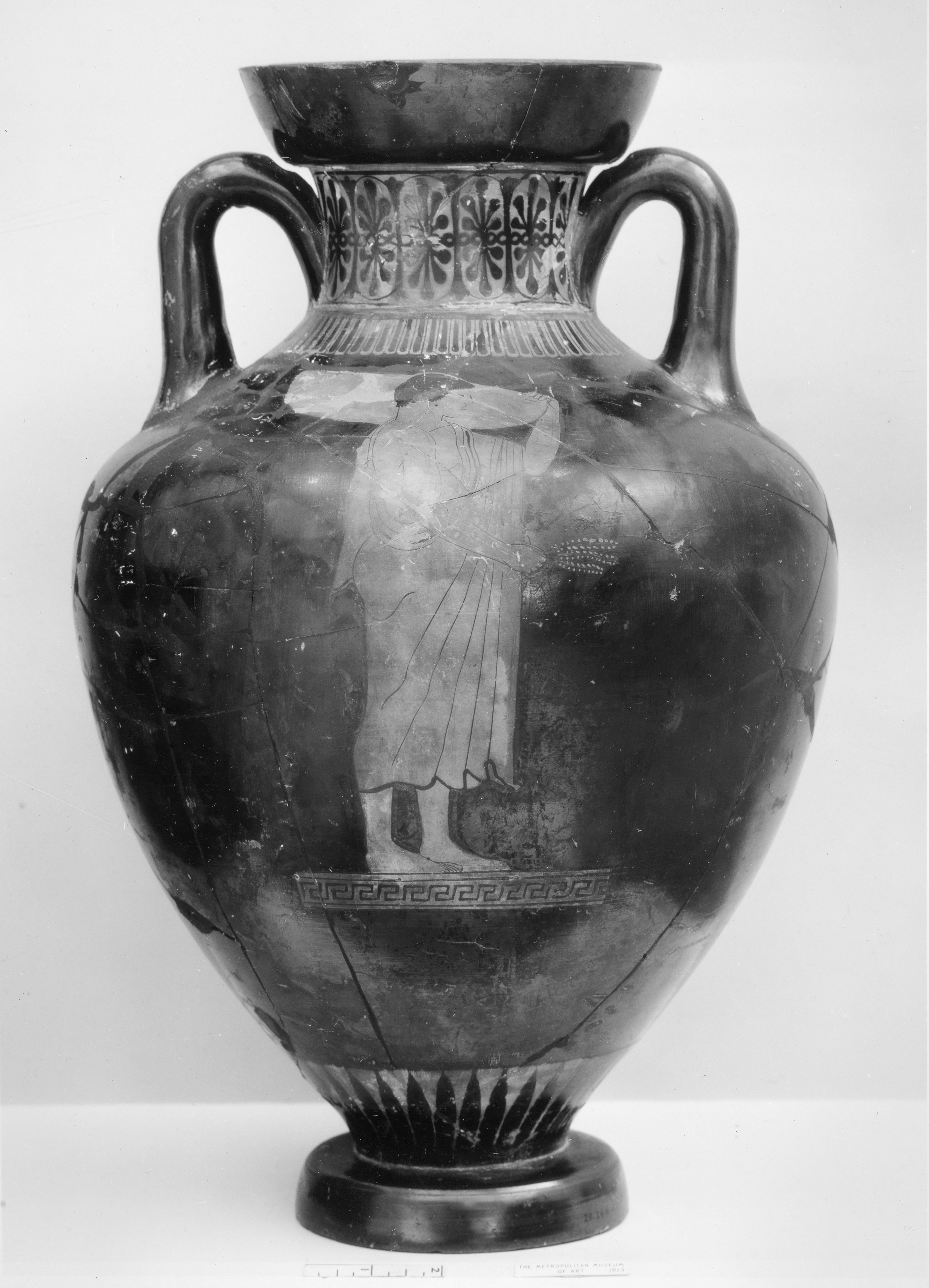
Ánfora parecida a ánfora panatenaica, c. 480–470 a. C.
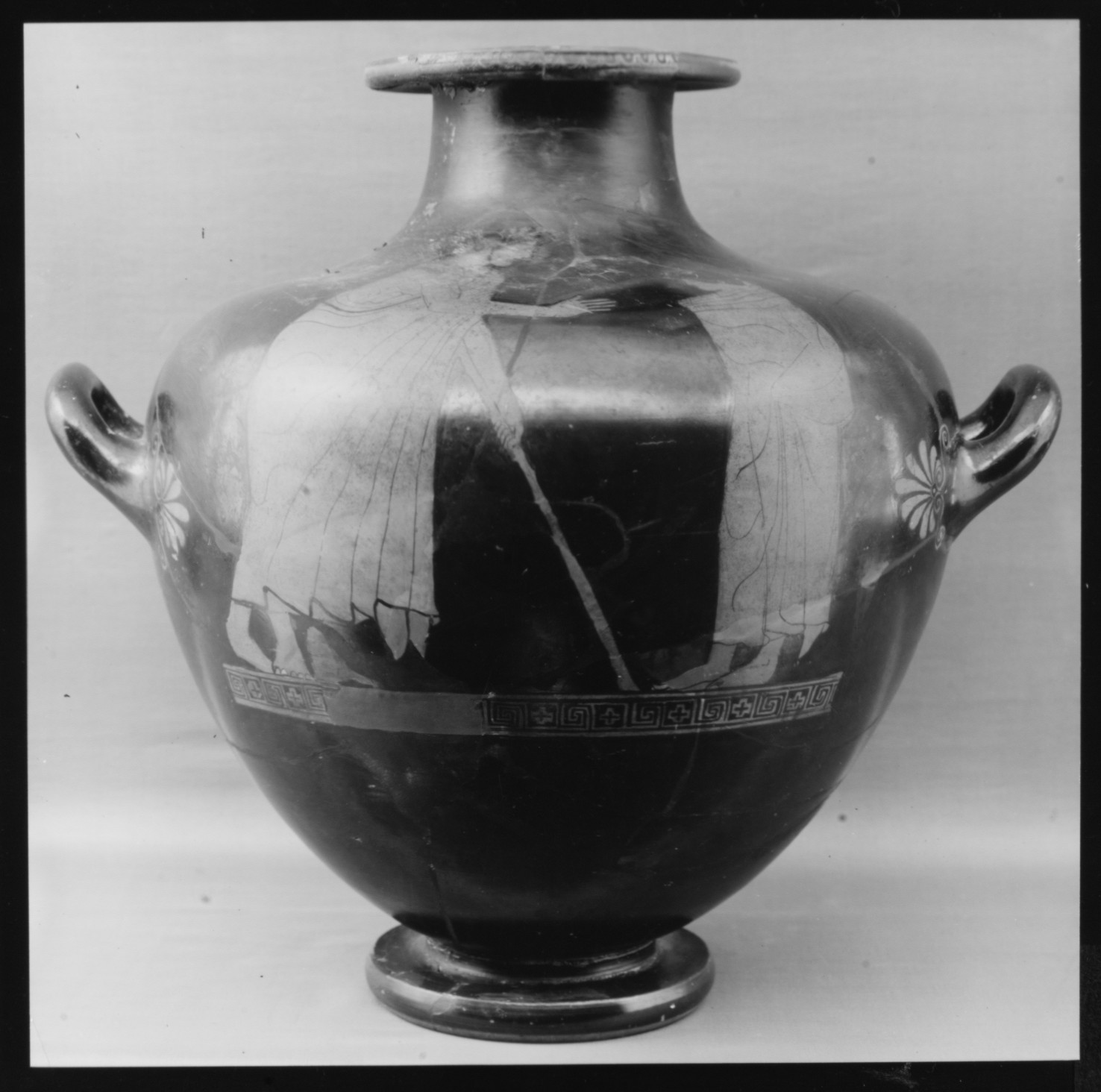
Hidria-calpis,c. 480–470 a. C.